# Alud

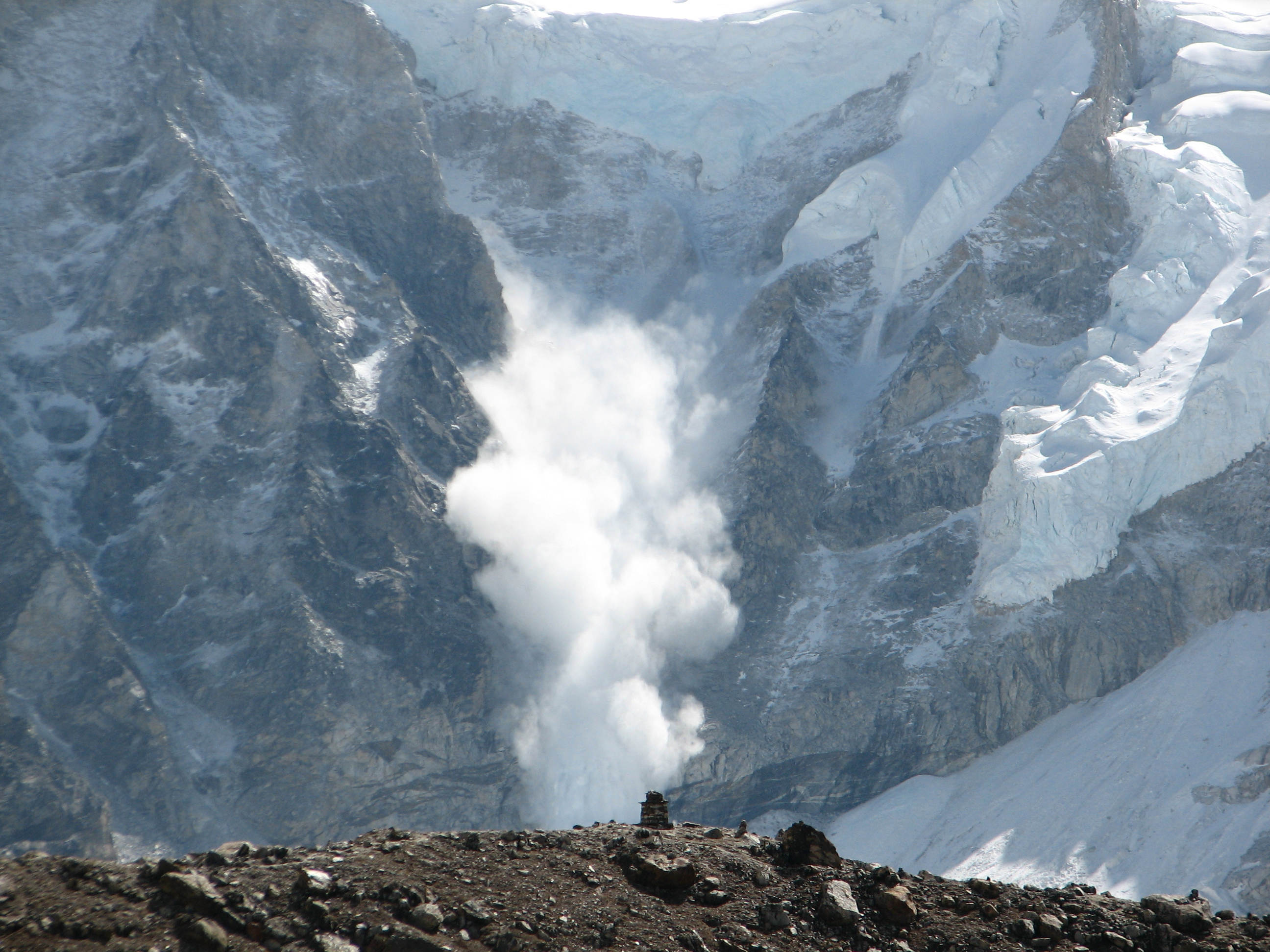
Un alud en el monte Everest en mayo de 2006.

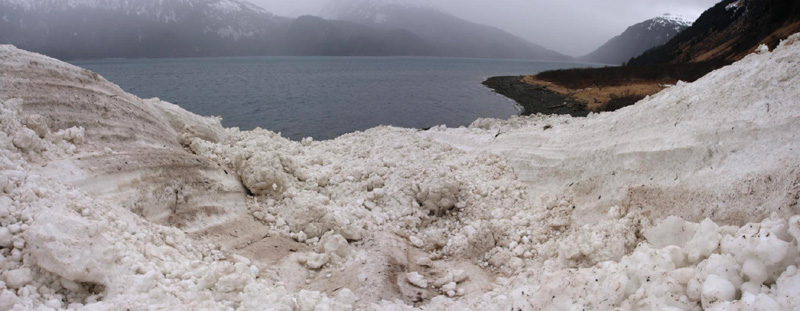
El resultado de una avalancha en el parque nacional de Kenai Fjords (Alaska).

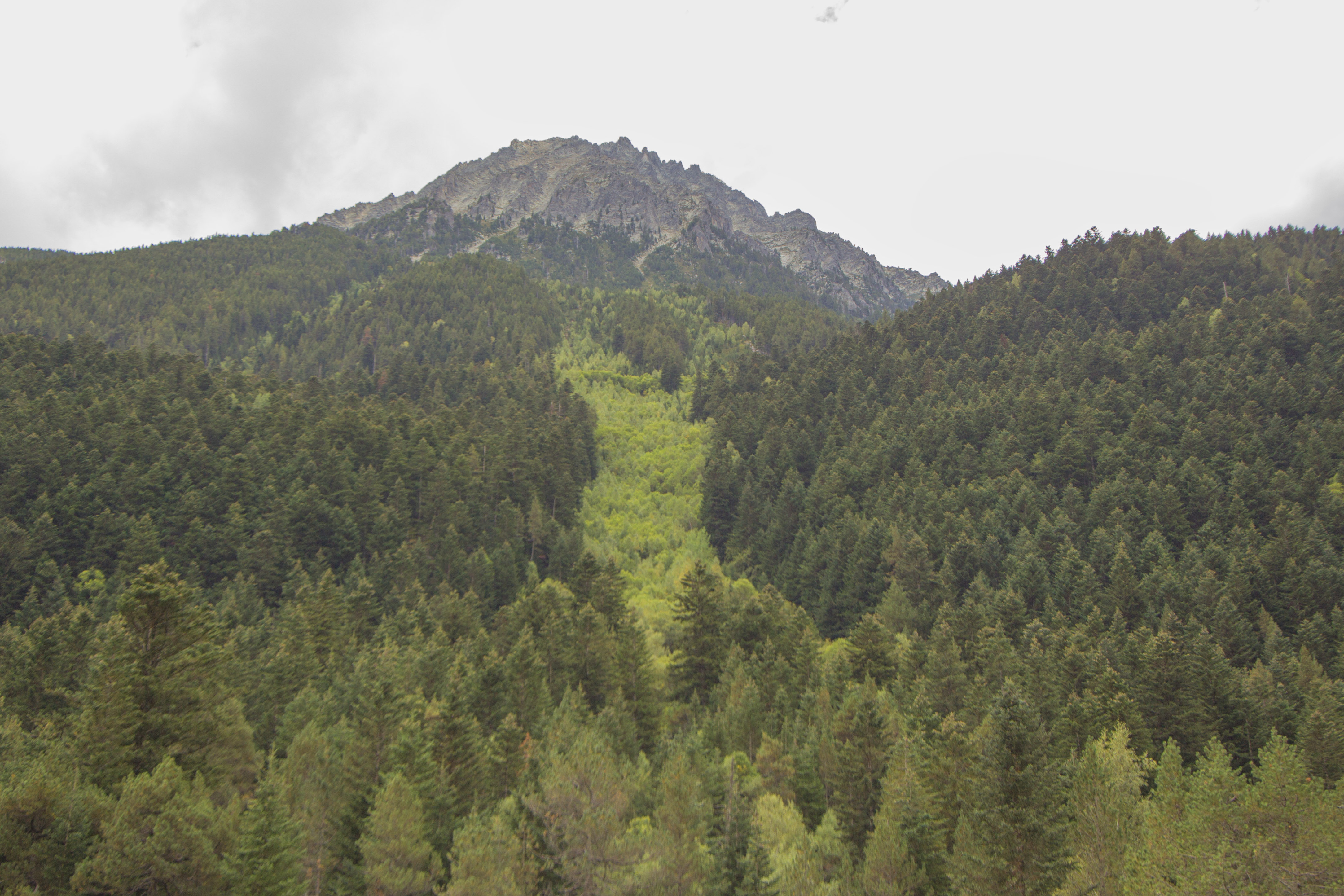
Camino producido por la caída de un alud en la vertiente norte del Pui de Linya (Cataluña).

Un alud, también conocido como avalancha, es el desplazamiento de una capa de nieve en una zona en pendiente que se dirige ladera abajo con una velocidad que puede variar y a la que también se puede incorporar parte del sustrato y de la cobertura vegetal de la pendiente. 
Suelen ser causados ya sea por la cantidad de nieve que se acumula en la zona de inicio de la avalancha, es decir, por sobrecarga, lo que genera un colapso dentro del manto de nieve, normalmente a nivel de una capa débil, y además debe existir un ángulo de ladera entre 25° y 45° preferentemente. También pueden ser generados por personas, esquiadores, montañistas, alpinistas, motos de nieve, maquinaría o animales como guanacos, y todo está relacionado con la sobrecarga del manto de nieve. Por otra parte, las lluvias sobre el manto de nieve pueden ser la causa de una avalancha y también puede haber avalanchas provocadas o inducidas con explosivos, que se clasifican como avalanchas artificiales.

## Clases
Se distinguen tres tipos de aludes:

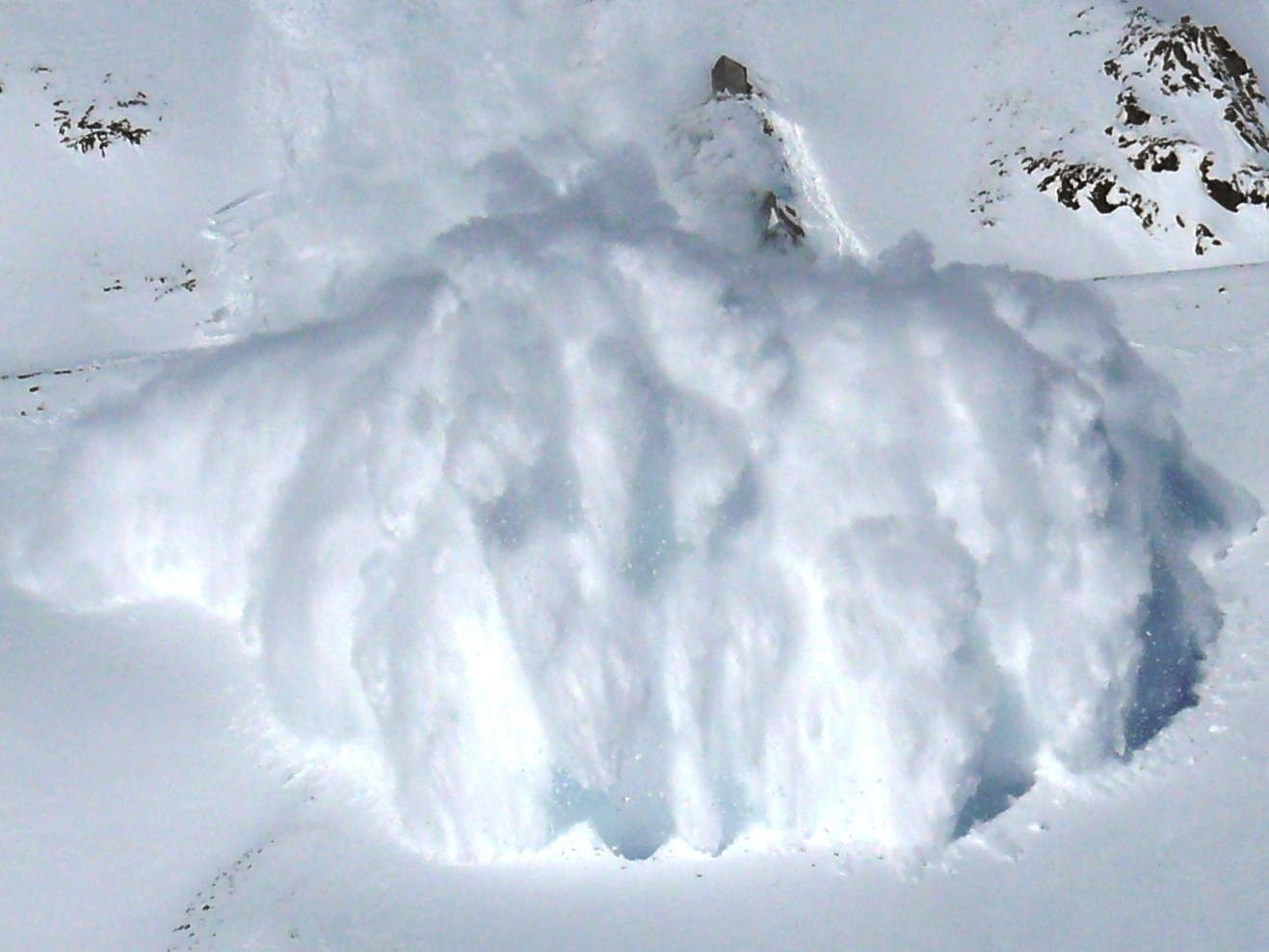
Inicio de un alud de nieve polvo

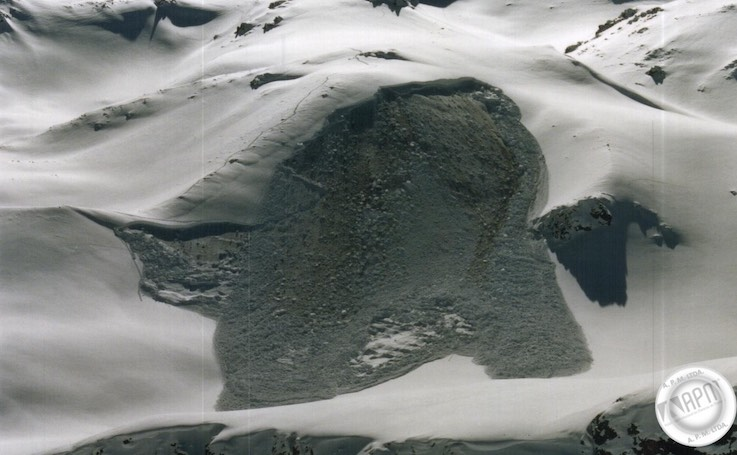
Avalancha provocada por un guanaco.

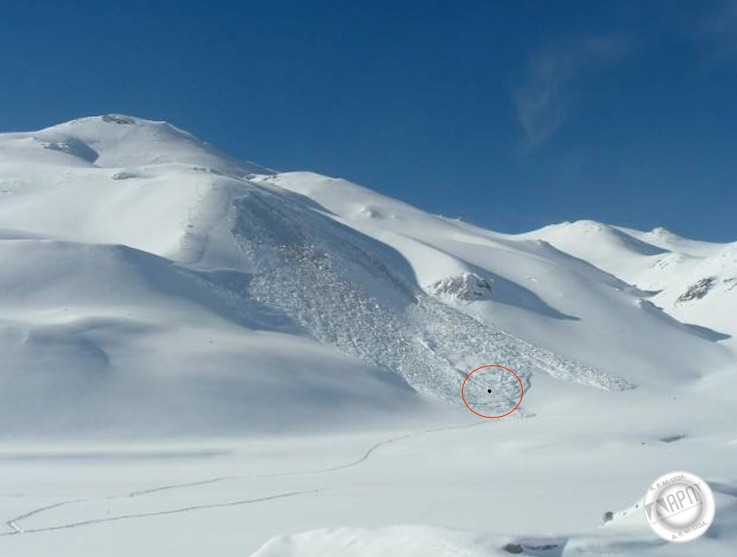
Fotografía panorámica de la avalancha provocada por el guanaco.

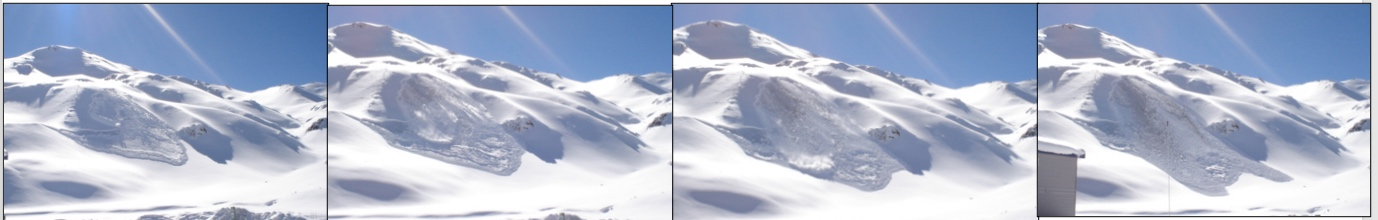
Secuencia fotográfica de la avalancha del guanaco.

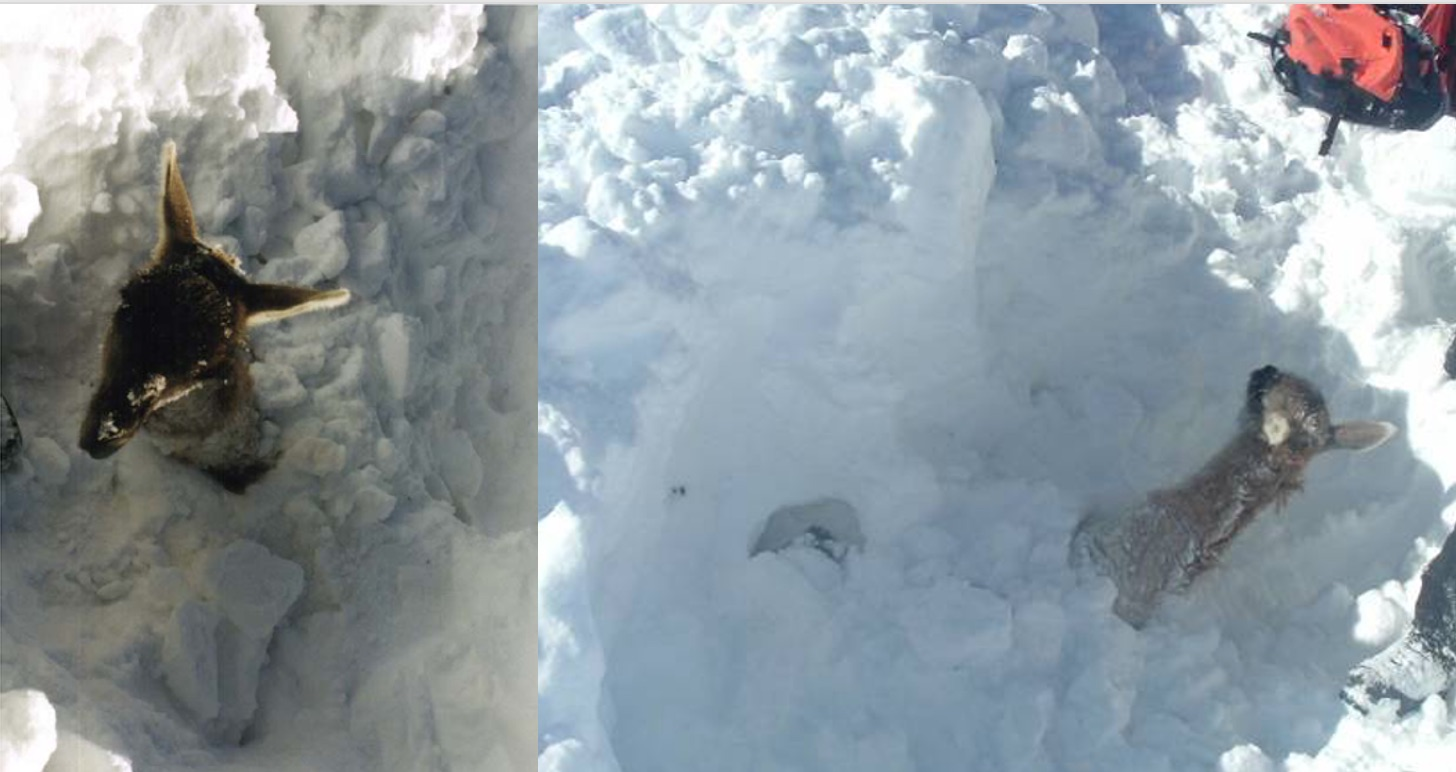
Rescate del guanaco.

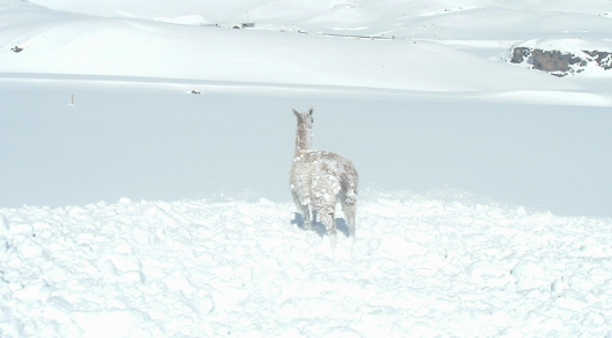
El guanaco, rescatado.

- Alud aerosol. Generalmente nace de un punto y arrastra cada vez más nieve. Este alud se inicia cuando el peso de la nieve cede a la fuerza de gravedad.[2] Esto sucede sobre todo durante o después de fuertes nevadas (a partir de 25 centímetros de grueso) y con temperaturas bajas (menores de -5 °C),[2] sobre todo cuando se acumula nieve sobre una base (manto) lisa (debido a la lluvia, la helada o la fusión de la nieve). Esta nieve, seca y ligera,[2] se mezcla con el aire y forma un aerosol que baja por la pendiente a una velocidad de 100 a 300 km/h. Podría producirse en cualquier época del año.
- Alud de nieve húmeda. Este tipo de alud se produce en las pendientes muy expuestas al sol (cuando la nieve se funde) al subir las temperaturas, principalmente durante la primavera.[2] Se deslizan lentamente (20 a 60 km/h).[2] Los factores que lo activan son el aire o el viento caliente, el sol y el sobrepeso. Suelen producirse en vertientes orientadas hacia el sur y pueden dejar el suelo al descubierto debido a su poder erosivo.[2]
- Alud de placa. Este tipo de alud es el más frecuente. Una placa es una superficie de nieve compacta que se desprende del resto del manto de nieve y que se desliza sobre el suelo o sobre la nieve existente. Suelen originarse en vertientes abiertas por el paso de un esquiador.[2] Estas placas pueden ser inmensas y dejan un límite de fractura muy visible.

Todos los aludes pueden tener graves consecuencias, pero los de placa tienen dos factores que los hacen muy peligrosos. Primero: puede provocarlos simplemente el paso de un esquiador. Y, en segundo lugar, son los más frecuentes en los Pirineos.
También existe el Alud de placa mixta, por ejemplo, el del 17 de junio de 2005. Hacia las 12:10, un guanaco desciende de lo alto de la montaña y provoca la avalancha (ver secuencias de imágenes, la avalancha del guanaco); esto fue en la Cordillera de los Andes, en el lado argentino, en el sector cercano al campamento de Mina Veladero. 
La zona del comienzo de la avalancha tiene 37° de inclinación de ladera y un promedio de 31° de ángulo de ladera.

## Clases por magnitud
Existen dos tipos de aludes:
- Alud superficial: donde solo se moviliza una parte del manto nival.
- Alud de fondo: donde se moviliza todo súbita y violentamente, erosionando el sustrato de la ladera, transportando y depositando estos materiales en el punto donde el ángulo de esta respecto a la horizontal lo permite.

Además, el movimiento o dinámica de una avalancha se puede caracterizar por la velocidad que puede desarrollar (m/s); la altura de su flujo (m) y las presiones de impacto que pueden generarse (kPa); existe el Atlas de Aludes, editado por la Unesco en el año 1981, donde se clasifican los aludes por su morfología, origen, forma, etc.

### Europa
| Medida     | Capacidad | Daño potencial                                                                                    | Medida física                        |
| ---------- | --- | ------------------------------------------------------------------------------------------------- | ------------------------------------ |
| 1. Purga   | Pequeño desprendimiento de nieve que no puede llegar a enterrar una persona, aunque hay un peligro que caiga.               | Improbable, pero puede herir o matar a una persona.                                               | Longitud <50 m Volumen <100 m³       |
| 2. Pequeña | Se para en la pendiente. | Puede enterrar, herir o matar a una persona.                                                      | Longitud <100 m Volumen <1,000 m³    |
| 3. Media   | Llega hasta el final de la pendiente.                                                                                       | Puede enterrar o destruir un coche, destruir un camión, destruir pequeñas casas o romper abres.   | Longitud <1,000 m Volumen <10,000 m³ |
| 4. Grande  | Llega hasta superficies planas (bastante menos de 30°) de 50 m de longitud al menos. Puede llegar hasta el fondo del valle. | Puede sepultar o destruir camiones de gran tonelaje o trenes, edificios altos y zonas forestales. | Longitud >1,000 m Volumen >10,000 m³ |

### Canadá
La clasificación canadiense para medir los aludes se basa en las consecuencias que pueda tener. Normalmente, los aludes son categorizados de medida mediana.
| Medida | Daño potencial |
| ------ | --- |
| 1      | Puede ser inofensivo para las personas.                                                                             |
| 2      | Puede sepultar, herir o matar a una persona.                                                                        |
| 3      | Puede soterrar o destruir un coche, estropear un camión, destruir pequeñas casas o romper unos cuantos árboles.     |
| 4      | Puede destruir un vagón de tren, un camión de gran tonelaje, varias casas o una zona forestal de hasta 4 hectáreas. |
| 5      | El mayor alud conocido. Puede destruir un pueblo o un bosque de 40 hectáreas.                                       |

### Estados Unidos
| Medida | Daño potencial                                        |
| ------ | ----------------------------------------------------- |
| 1      | Se desliza menos de 50 metros por una zona inclinada. |
| 2      | Pequeña, dependiendo de la distancia recorrida.       |
| 3      | Media, dependiendo de la distancia recorrida.         |
| 4      | Larga, dependiendo de la distancia recorrida.         |
| 5      | Máxima, dependiendo de la distancia recorrida.        |

## Presión del impacto de un alud
Es importante tener en consideración la presión del impacto de un alud sobre las infraestructuras destinadas a contenerlos o sobre las construcciones o estructuras que tengan que estar en una zona de aludes, como las torres eléctricas.
La fuerza del impacto será proporcional a la velocidad del alud al cuadrado y a la densidad del flujo del material que forma el alud. Esta fuerza de la presión del impacto puede ir de uno a 1000 kPa.
| Efectos del impacto de los aludes | Efectos del impacto de los aludes       |
| Presión del impacto (kPa)         | Efecto potencial                        |
| --------------------------------- | --------------------------------------- |
| 1                                 | Rompe las ventanas                      |
| 5                                 | Pasa a través de las puertas            |
| 30                                | Destruye las estructuras de madera      |
| 100                               | Arranca de raíz las pináceas maduras    |
| 1000                              | Mueve estructuras de hormigón reforzado |

## Clasificación de los riesgos de aludes
En las actividades invernales de montaña, los aludes no se pueden evitar si no es con un correcto conocimiento del medio y una evaluación continua del terreno; son uno de los peligros objetivos en la práctica del alpinismo y singularmente del esquí de montaña.
En todas partes donde se practican estos dos deportes, se publican (con datos obtenidos diariamente cogiendo medidas sobre el terreno) unos «boletines de nieve», donde se valora el riesgo de aludes en una zona determinada, de acuerdo con una «escala de peligro».

### Europa
Esta escala fue aprobada en abril de 1993 para sustituir a los anteriores criterios de los diferentes sistemas nacionales y establecer unos homogéneos en toda Europa. Se actualizó por última vez en mayo de 2003.
La escala europea del peligro de aludes consta de cinco grados en función de la estabilidad del manto nival y de la probabilidad de desencadenamiento de aludes (del 1 al 5, el 0 significa que no existe riesgo), esta escala es usada en casi todo el mundo:
| Nivel de peligro | Estabilidad del manto nival | Icono | Probabilidad de desencadenamiento de aludes |
| ---------------- | --- | ----- | --- |
| 1 – Débil        | El manto nival está en general bien estabilizado                                                                                             |       | En general sólo es posible el desencadenamiento de aludes en laderas muy inclinadas o en terreno especialmente desfavorable (1) y a causa de sobrecargas fuertes (2). Solo pueden desencadenarse espontáneamente coladas o aludes pequeños.                       |
| 2 – Limitado     | En algunas laderas empinadas, el manto nival está sólo estabilizado moderadamente; en el resto de laderas está en general bien estabilizado. |       | Es posible el desencadenamiento de aludes sobre todo por sobrecargas fuertes (2), especialmente en laderas empinadas propicias (1). Es muy poco probable que se desencadenen espontáneamente aludes grandes.                                                      |
| 3 – Notable      | En muchas laderas empinadas, el manto nival está entre moderada y débilmente estabilizado.                                                   |       | Es posible el desencadenamiento de aludes, incluso por sobrecargas débiles (2), especialmente en laderas empinadas propicias (1). En algunos casos, son posibles aludes de tamaño mediano y, en casos aislados, de tamaño grande, desencadenados espontáneamente. |
| 4 – Fuerte       | En la mayoría de laderas empinadas, el manto está débilmente estabilizado.                                                                   |       | Es probable el desencadenamiento de aludes incluso mediante sobrecargas débiles (2) en muchas laderas empinadas. En algunos casos pueden producirse numerosos aludes de tamaño mediano, y frecuentemente grande, desencadenados espontáneamente.                  |
| 5 – Muy fuerte   | El manto nival es en general muy inestable.                                                                                                  |       | Pueden producirse numerosos aludes grandes, a menudo muy grandes, desencadenados espontáneamente, incluso en laderas sólo moderadamente inclinadas |

- (1) Las áreas propicias a los aludes se describen con mayor detalle en los boletines del peligro de aludes (altitud, orientación, tipo de terreno, etc.). 
  - − Terreno poco o moderadamente inclinado: laderas con una inclinación menor de 30.º
  - − Laderas empinadas: laderas con una inclinación mayor de 30.º
  - − Terreno muy inclinado o extremo: laderas de más de 40.º de inclinación y terreno especialmente desfavorable debido a su perfil, la proximidad a las crestas o la escasa rugosidad de la superficie del suelo subyacente.
- (2) Sobrecargas: 
  - − Débil: un único esquiador o surfista, moviéndose con suavidad y sin caerse. Un grupo de personas que respetan la distancia de seguridad (mínimo de 10 m). Un raquetista.
  - − Fuerte: dos o más esquiadores, surfistas etc. sin respetar la distancia de seguridad. Máquinas pisanieves u otros vehículos que circulen sobre la nieve, explosivos. Ocasionalmente, un único excursionista o escalador.

### Norteamérica
En Estados Unidos de América y Canadá la escala de peligro de aludes tiene vigencia desde finales de la década del 1990. Las descripciones varían dependiendo del país.
| Nivel de peligro | Consejos de viaje | Riesgo                                                | Medida y distribución del alud                                                                                 |
| ---------------- | --- | ----------------------------------------------------- | --- |
| 1. Débil         | Generalmente, condiciones seguras. Estar pendiente de la nieve inestable en zonas aisladas.                                                                                           | Alud natural o provocada por el hombre, improbable.   | Pequeños aludes en zonas aisladas o extremas.                                                                  |
| 2. Moderado      | Intensifican las posibilidades de aludes en las características específicas del terreno. Evaluar la nieve y el terreno con cuidado, identifica las características a tener en cuenta. | Alud natural, improbable; alud provocado, posible.    | Pequeños aludes en zonas concretas, o grandes aludes en zonas aisladas.                                        |
| 3. Considerable  | Posibilidad de aludes peligrosos. Evaluar la capa de nieve cuidadosamente, diseñar una ruta con cautela y tomar decisiones esenciales con tino.                                       | Alud natural o provocada, posible.                    | Pequeño aludes en muchas zonas, o grandes aludes en áreas específicas, o aludes muy grandes en zonas aisladas. |
| 4. Fuerte        | Posibilitado de aludes muy peligrosos. No es recomendado viajar a las zonas con este riesgo de aludes.                                                                                | Alud natural, probable; alud provocado, muy probable. | Grandes aludes en muchas zonas o aludes muy grandes en zonas concretas.                                        |
| 5. Extremo       | Evitar viajar. | Alud natural y provocada, seguro.                     | Aludes grandes o muy grandes en muchas zonas                                                                   |

## Causas de la formación de aludes
Los aludes son ocasionados por la falta de homogeneidad de la capa de nieve y por la existencia, entre los límites de capas físicamente diferentes, de un agente que facilita el deslizamiento de una de ellas sobre otra subyacente. Ocurre por ejemplo, que la nieve recién caída o acumulada por el viento no llega a cohesionarse a la superficie de la capa preexistente.
En otros casos, la lluvia empapa una capa reciente, que se desliza entonces por su propio peso, si la pendiente lo permite. Las aguas pluviales pueden también infiltrarse entre dos capas de nieve y obrar entonces como un lubricante que permite el deslizamiento de la capa superior sobre la inferior. Lo mismo puede ocurrir si el agua penetra en la nieve y el terreno, haciendo que este se vuelva deslizante.
Los cambios de temperatura ambiente también tienen su gran importancia. En particular, un aumento importante de la temperatura reduce la cohesión de la nieve, por eso los aludes son más probables por la tarde que por las mañanas, sobre todo en aquellas pendientes que han estado expuestas a los rayos solares durante las horas más calurosas del día. A veces el brusco calentamiento por el sol matutino basta para provocar aludes en las pendientes abruptas orientadas hacia el este.
Las condiciones del suelo que soporta la nieve pueden ser también determinantes: terreno arcilloso y, por consiguiente, deslizante; suelos lisos, húmedos o helados, vertiente de forma convexa o con excesiva pendiente.
Sean cuales fueren las circunstancias favorables a un alud, este puede ser desencadenado por una causa mínima aunque capaz de vencer la escasa cohesión que retenía la masa de nieve: un ruido, el desprendimiento de una roca o un bloque de hielo, o el simple paso de un esquiador por la capa inestable.  
Los aludes o avalanchas se pueden desencadenar en forma natural, durante las 24 horas del día, no existe una regla fija respecto a las horas del día; también al existir precipitaciones de nieve intensas, se genera una mayor inestabilidad del manto de nieve y por ende se puede generar un alud; al producirse precipitaciones de nieve sobre una capa  antigua de nieve depositada en la ladera o montaña, existen mayor probabilidades de generarse la avalancha, ya que la misma nieve depositada actúa como un resbalín para la nieve nueva. Por el contrario, si tenemos la ladera sin nieve o seca con el sustrato de tierra, la avalancha tiene menor probabilidad de generarse, debido a que existe una parte de la nieve nueva o precipitada que se funde al tomar el suelo o tierra de la ladera.
Los aludes de nieve se producen cuando se pierde sostén. Esta pérdida de sostén, y el alud consecuente, puede ser espontánea o provocada por el hombre.

### Aludes espontáneos
Se producen por una sobreacumulación de nieve o por un cambio en las condiciones de la demasiada de nieve.
Las sobre acumulaciones se producen en tiempos de nevadas importantes y son normalmente de nieve polvo nuevo. En esta categoría entrarían las continuas purgas que se producen a los lugares con más pendiente de las montañas, en las crestas y en los canales más derechas, donde la nieve no encuentra a penas sostén y que por lo tanto se vacían muy a menudo.
Los aludes espontáneos pueden ser causados también por una alteración de las condiciones que mantenían estable demasiada de nieve.
Los aumentos de temperatura y la lluvia son las alteraciones más frecuentes y afectan a la nieve de cualquier calidad: la nieve en polvo porque aumenta de peso relativo en superficie hasta el punto que las capas inferiores no la pueden soportar. Las grandes placas de nieve abanicada porque se rompen en una línea dada, a partir de la cual la placa se desliza hacia abajo. La nieve primavera o húmeda porque aumenta su fluidez y se desliza sobre otras capas de nieve endurecida, sin transformar, e incluso sobre el mismo suelo, denominándose entonces «alud de fondo».
De entre los aludes espontáneos, los más peligrosos son los de nieve en polvo: se desencadenan en un punto bastante alto de la montaña y bajan incrementando su volumen y la velocidad de bajada puede llegar a los 200 km/h. La combinación de masa y velocidad hace que sean enormemente destructivos, grandes árboles y bosques enteros son desarraigados por el empuje de la nieve, rocas de cualquier medida son arrancadas de su lecho y empujadas abajo. Es frecuente que cuando un alud de nieve en polvo llega al fondo de un valle no demasiado ancho, cubra los ríos y torrentes y llegue a remontar (por inercia) la vertiente opuesta. Es muy poco probable que personas o animales alcanzados por un alud de nieve en polvo puedan sobrevivir. Ahora bien, como estos aludes se producen regularmente en los mismos lugares, a menudo evidentes, es evitable permanecer en la zona afectada.
Esta regla tiene, sin embargo, excepciones. Así, en enero de 1996 en los Pirineos se produjeron numerosos aludes de nieve en polvo de grandes dimensiones que arrasaron zonas infrecuentes. También en los Alpes, donde además causaron serias pérdidas de vidas e instalaciones.
Los aludes espontáneos de placa y los de nieve húmeda son mucho menos peligrosos, puesto que su alcance es menor, así como su volumen y velocidad.

### Aludes provocados

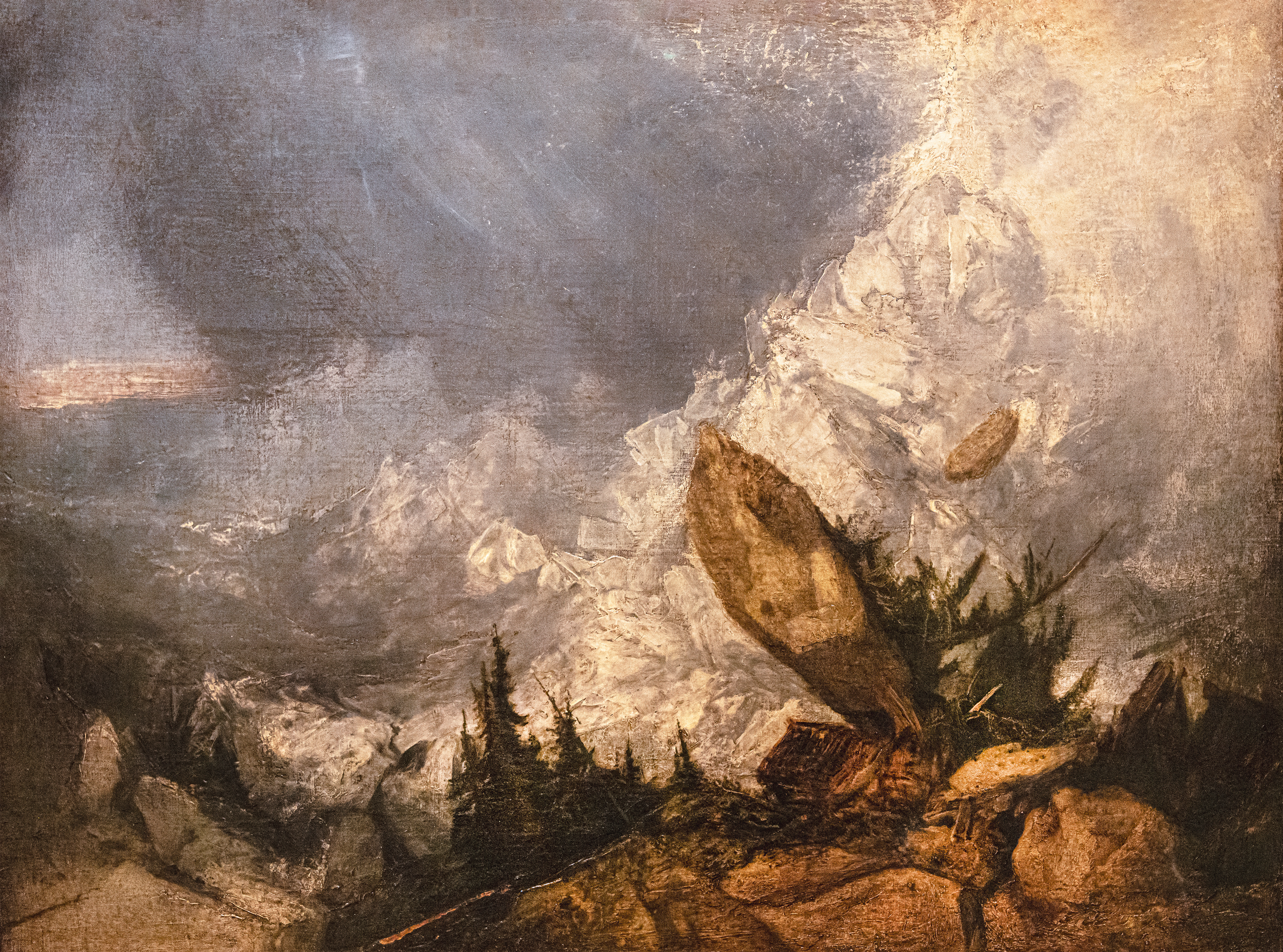
La caída de un alud a los Grisons (1810)

Normalmente —en el caso de aludes provocados de nieve en polvo— la crisis se produce por sobrecarga, cuando una o varias personas o animales pisan una superficie nevada con bastante pendiente. Su peso hace que se supere el equilibrio anterior a la sobrecarga y la masa de nieve se desploma, primero por debajo el lugar de paso, pero inmediatamente también por encima, puesto que pierde su sostén inferior. Los seres que han provocado el alud son inevitablemente arrastrados y su supervivencia es improbable.
Además del grueso de nieve y del grado de la pendiente existen otros factores a evaluar al atravesar pendientes expuestas: el más importante es la existencia de varias capas de nieve, que pueden estar poco cohesionadas entre sí, debido a densidades diferentes y también a temperaturas diferentes, dando lugar en este último caso a lo que se denomina «fractura térmica».
Existen sobrecargas naturales provocadas pero son infrecuentes: la caída de láminas de nieve es la más clásica.
El mismo paso de personas, casi siempre con esquíes y cuesta arriba, puede cortar la superficie de las placas de nieve formadas por el viento. Si la pendiente es suficiente, la placa se deslizará hacia abajo como en el caso de una ruptura espontánea. Naturalmente en este caso sí que son peligrosos los aludes de placa, puesto que arrastrarán al esquiador que lo provoca y a los que estén a su alrededor. Son el caso de aludes provocados más frecuentes. A condición de un rescate más rápido que el tiempo de asfixia o de hipotermia es posible la supervivencia.
Los aludes provocados en nieve de primavera, húmeda y pesada, que son frecuentemente causados por los esquiadores en descenso, son los menos peligrosos: su velocidad es muy lenta y su alcance también, lo que hace posible y sencillo evitar su trayectoria.

## Zonas

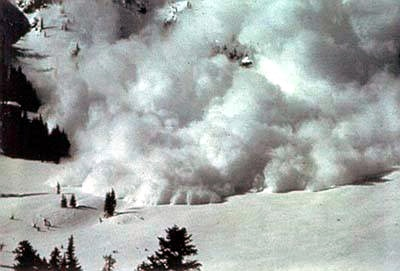
Alud

Identificar las zonas de aludes permite realizar cartografías de las áreas afectadas que se pueden utilizar en el ordenamiento territorial. Son tres:
- Zona de salida: es donde la nieve se pone en movimiento y empieza a acelerar a lo largo de la pendiente (de unos 30°-40° o más), donde va ganando masa constantemente.
- Zona de trayecto: es la zona donde el alud mantiene una velocidad más o menos constante. La pendiente mediana es de entre unos 20° y 30.º
- Zona de llegada: es donde el alud se para. La pendiente acostumbra a ser inferior a los 20 grados.

## Recomendaciones de seguridad en zonas de avalancha
1. Las avalanchas pueden ocurrir en cualquier hora del día.
2. Durante una tormenta es mayor la inestabilidad del manto de nieve.
3. La sobrecarga por nieve de la ladera puede  generar avalanchas.
4. El viento es el mayor productor de avalanchas, debido a que transporta la nieve a la zona de inicio.
5. Las avalanchas son destructivas, debido a que poseen normalmente una presión de impacto (kPa) significativa.
6. La energía de las avalanchas, debemos conocerlas en términos aproximados versus su potencial.
7. La lluvia ayuda a la generación de avalanchas.
8. Se deben efectuar travesías con esquís, en posta al ser un grupo.
9. Evitar los fondos de quebradas, cuando el manto de nieve es inestable.
10. Evitar salidas con nevadas recientes.
11. Considerar en el análisis de seguridad la dirección y velocidad del viento.
12. Usted si practica esquí fuera de pista o randonné, siempre lleve el ARVA, LA SONDA DE RESCATE Y PALA.( Trilogía de rescate.)
13. Antes de salir a la montaña en invierno, considere tomar un curso de avalanchas.
14. Si usted practica alpinismo invernal, ya sea en esquí, en snowmobile, raquetas, etc., debe conocer los test de estabilidad del manto de nieve.
15. Siempre deben ir a la montaña, a zonas nevadas y donde se generan avalanchas, un mínimo de 3 personas.
16. Un buen equipo para nuestra seguridad y protección ante avalanchas, son los AIRBAGS ( ORTOVOX, ABS, BCA., Mamut, otros.), mochila con bolsas de aire, en caso de verse atrapado por una avalancha.

## Aludes notables
Ocurrieron dos avalanchas en marzo de 1910 en las Montañas Selkirk, en la frontera entre Canadá y Estados Unidos; El 1 de marzo  la avalancha Wellington mató a 96 personas en el estado de Washington, Estados Unidos. Tres días más tarde, 62 trabajadores del ferrocarril murieron en la avalancha del Rogers Pass en la Columbia Británica, Canadá.

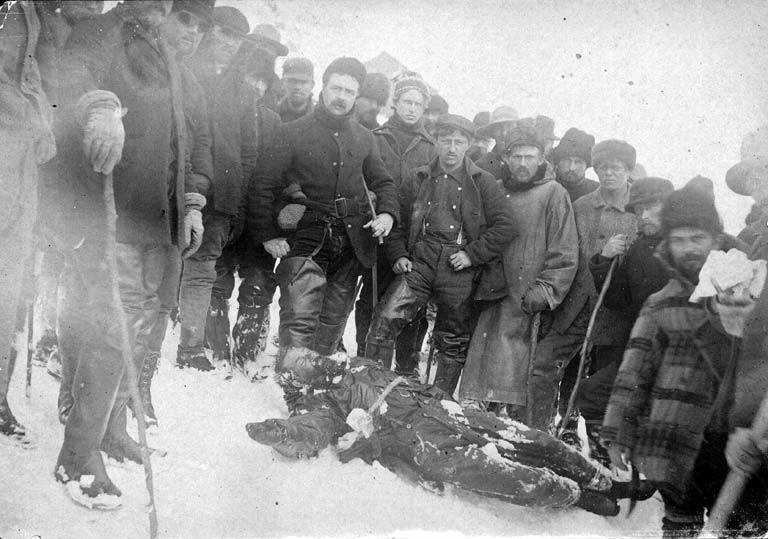
Multitud rodeando el cuerpo congelado de un hombre muerto por una avalancha en el paso de Chilkoot (Alaska), el 3 de abril de 1898.

Durante la Primera Guerra Mundial, se estima que murieron entre  40.000 y 80.000 soldados como resultado de avalanchas durante la campaña de montaña en los  Alpes en el frente Austriaco-Italiano, muchas de las cuales fueron causadas por disparos de artillería. Alrededor de  10.000 hombres, de los dos bandos, murieron en avalanchas en  diciembre de 1916.
En el invierno de 1950-1951 en el hemisferio norte se registraron aproximadamente  650 avalanchas en un periodo de tres meses en los Alpes en Austria, Francia, Suiza, Italia y Alemania. Esta serie de avalanchas mataron alrededor de 265 personas, y ese periodo se llamó el invierno del terror.
En 1990 en el pico Lenin, en la actualidad en Kirguistán, un campamento de montaña de escalada fue barrido cuando un terremoto causó una gran avalancha sobre el campamento. Fallecieron 43 escaladores.
In 1993 la avalancha de Bayburt Üzengili mató a 60 personas en Üzengili en la  provincia de Bayburt, Turquía.
En 1993 en Montroc, Francia una avalancha que llevaba  300,000 metros cúbicos de nieve se deslizó por una pendiente de 30°, llegando a una velocidad del orden de 100 km/h. Mató a 12 personas  en sus chalets, enterrándolos bajo 100,000 toneladas de nieve de una capa de 5 m de espesor. El alcalde de  Chamonix fue condenado por homicidio por no evacuar el área, aunque la sentencia fue suspendida.
La pequeña población austriaca de Galtür fue alcanzada en 1999 por la avalancha de Galtür. Se pensó que la localidad estaba en zona segura, pero la avalancha fue excepcionalmente grande y entró en la población. Murieron 31 personas.
El 1 de diciembre de 2000 en el Monte Glory se formó la Avalancha de Glory Bowl. El monte Glory está en la Cordillera Teton en Wyoming, Estados Unidos. Joel Roof estaba haciendo snowboard de manera aficionada, y provocó esa avalancha en ese entorno en forma de bol. Roof fue arrastrado cerca de 600 m hasta la base de la montaña y no pudo ser rescatado con éxito.
Un registro de los aludes o avalanchas más mortíferos está compilado en Worldatlas.

## Aludes en la ficción
Los aludes han sido un recurso utilizado en muchas historias de ficción que se sitúan en ambientes nevados, a menudo con finalidades humorísticas. Un ejemplo sería la película Mulan de Disney.
En estos casos es muy habitual que se produzca un alud como consecuencia de  haber producido un ruido demasiado alto, como pasa en Tintín en el Tíbet, o en el capítulo «Mountain of Madness» de Los Simpson.